# 真岡藩
真岡藩（もおかはん）は、下野国芳賀郡真岡郷（現在の栃木県真岡市）に存在した藩。

## 歴史
戦国時代に宇都宮家が支配していた真岡は、江戸時代の慶長6年（1601年）、豊臣家で五奉行を務めていた浅野長政の三男・長重が2万石で入ることで真岡藩が立藩した。長重は町割りや城下町の整備などに尽力した。慶長16年（1611年）、父が死去した時、父の隠居料であった常陸真壁藩5万石の所領を継ぐこととなった長重は真壁に移った。
代わって堀親良が1万2000石で入った。親良は大坂の陣で戦功を挙げたため、元和4年（1618年）に5000石を加増された。親良も城下町建設に尽力した。寛永4年（1627年）、親良が下野烏山藩に加増移封された後、稲葉正成が2万石で入った。
正成は小早川秀秋の家老だったが、秀秋没後は徳川家の家臣となって福井藩主・松平忠昌付家老を経て大名となった。しかし翌年に正成は58歳で死去し、跡を正成の子・正勝が自分が領していた柿岡2万石と父の遺領である2万石の合わせて4万石を継いで藩主となった。正勝はその後、徳川家光のもとで老中となり、加藤忠広改易のときの事後処理などを担当した功績から、寛永9年（1632年）に相模小田原藩に加増移封された。これにより真岡藩は廃藩となり、その所領は小田原藩の飛び地領を経て、天明3年（1783年）からは幕府直轄となった。

## 歴代藩主

### 浅野家
2万石 外様
1. 長重

### 堀家
1万2000石 外様
1. 親良

### 稲葉家
2万石→4万石 譜代
1. 正成
2. 正勝